# Cantón de Champeix
El cantón de Champeix era una división administrativa francesa, que estaba situada en el departamento de Puy-de-Dôme y la región de Auvernia.

## Composición
El cantón estaba formado por diecisiete comunas:
- Chadeleuf
- Champeix
- Chidrac
- Clémensat
- Courgoul
- Creste
- Grandeyrolles
- Ludesse
- Montaigut-le-Blanc
- Neschers
- Saint-Cirgues-sur-Couze
- Saint-Floret
- Saint-Nectaire
- Saint-Vincent
- Saurier
- Tourzel-Ronzières
- Verrières

## Supresión del cantón de Champeix
En aplicación del Decreto nº 2014-210 de 21 de febrero de 2014, el cantón de Champeix fue suprimido el 22 de marzo de 2015 y sus 17 comunas pasaron a formar parte; quince del nuevo cantón de Le Sancy y dos del nuevo cantón de Vic-le-Comte.